# Ольгівка (Кременчуцький район)
О́льгівка —  село в Україні, у Козельщинській селищній громаді Кременчуцького району Полтавської області. Населення становить 89 осіб. До 2017 орган місцевого самоврядування — Пашківська сільська рада.

## Географія
Село Ольгівка знаходиться на відстані 1,5 км від сіл Верхня Жужманівка, Бутоярівка та Пашківка.

## Історія
12 червня 2020 року, відповідно до розпорядження Кабінету Міністрів України № 721-р «Про визначення адміністративних центрів та затвердження територій територіальних громад Полтавської області», село увійшло до складу Козельщинської селищної громади.
19 липня 2020 року, в результаті адміністративно - територіальної реформи та ліквідації Козельщинського району, село увійшло до складу новоутвореного Кременчуцького району.